# Volpe Center
Le John A. Volpe National Transportation Systems Center ou plus simplement Volpe Center est un centre de recherche américain dédié aux transports et situé à Cambridge dans le Massachusetts.
Son activité concerne les développements des différents modes de transports aussi bien dans leurs aspects technologiques ou économiques ainsi que les facteurs humains touchant à la sécurité.
Tout en étant une division du département des Transports des États-Unis (le ministère américain des transports), son financement se fait par contrats sans subventions fédérales.
Ses activités sont à la fois de la recherche, de l'expertise et aussi des essais d'homologation. Il dispose pour cela de moyens d'essais importants comme le centre d'essais ferroviaires de Pueblo (Colorado).

Un arbre a été planté en 2002 en tant que mémorial aux victimes du 11 septembre 2001 à proximité du centre.

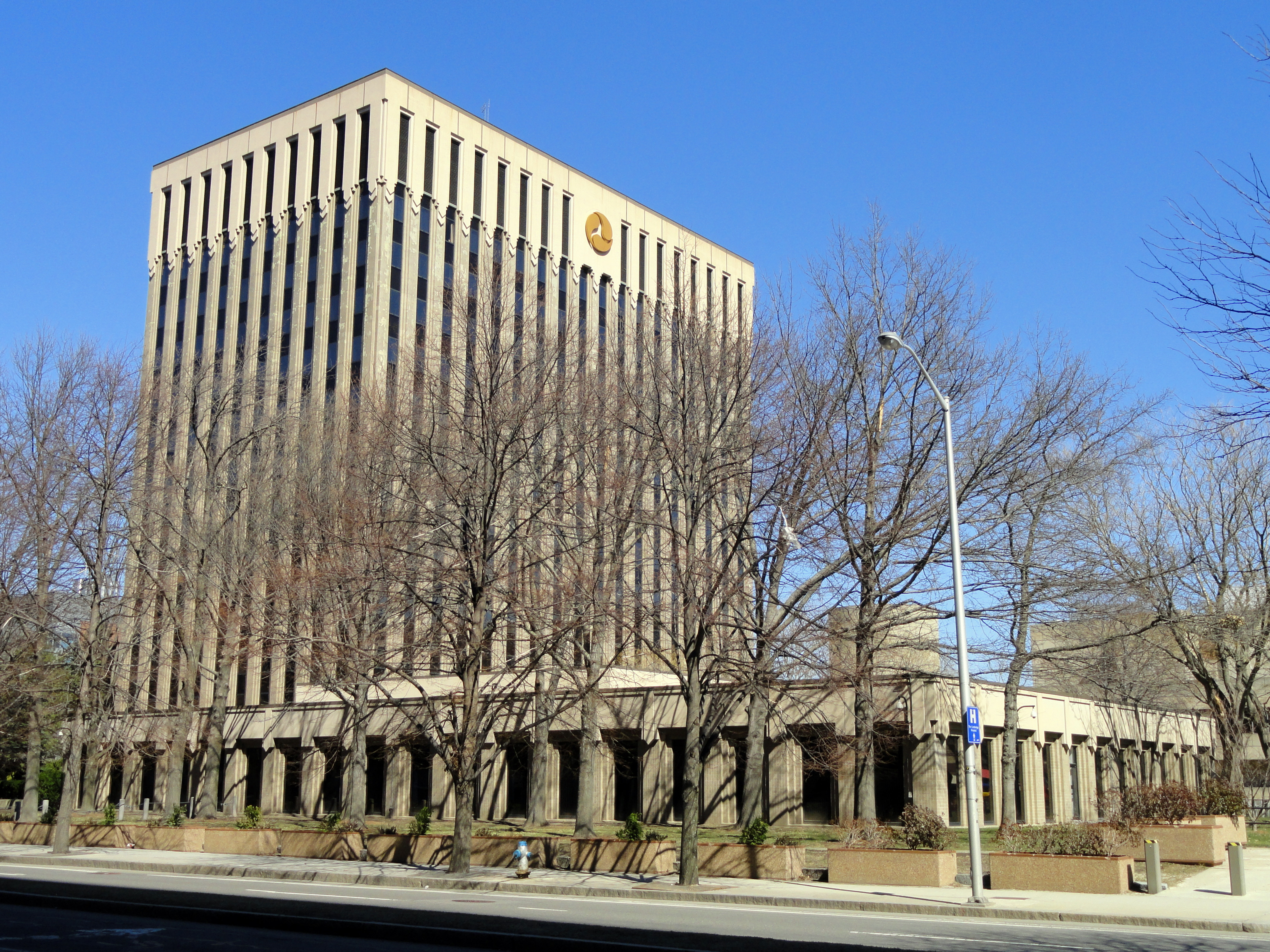
Le bâtiment du Volpe Center vu de la rue, en 2011.
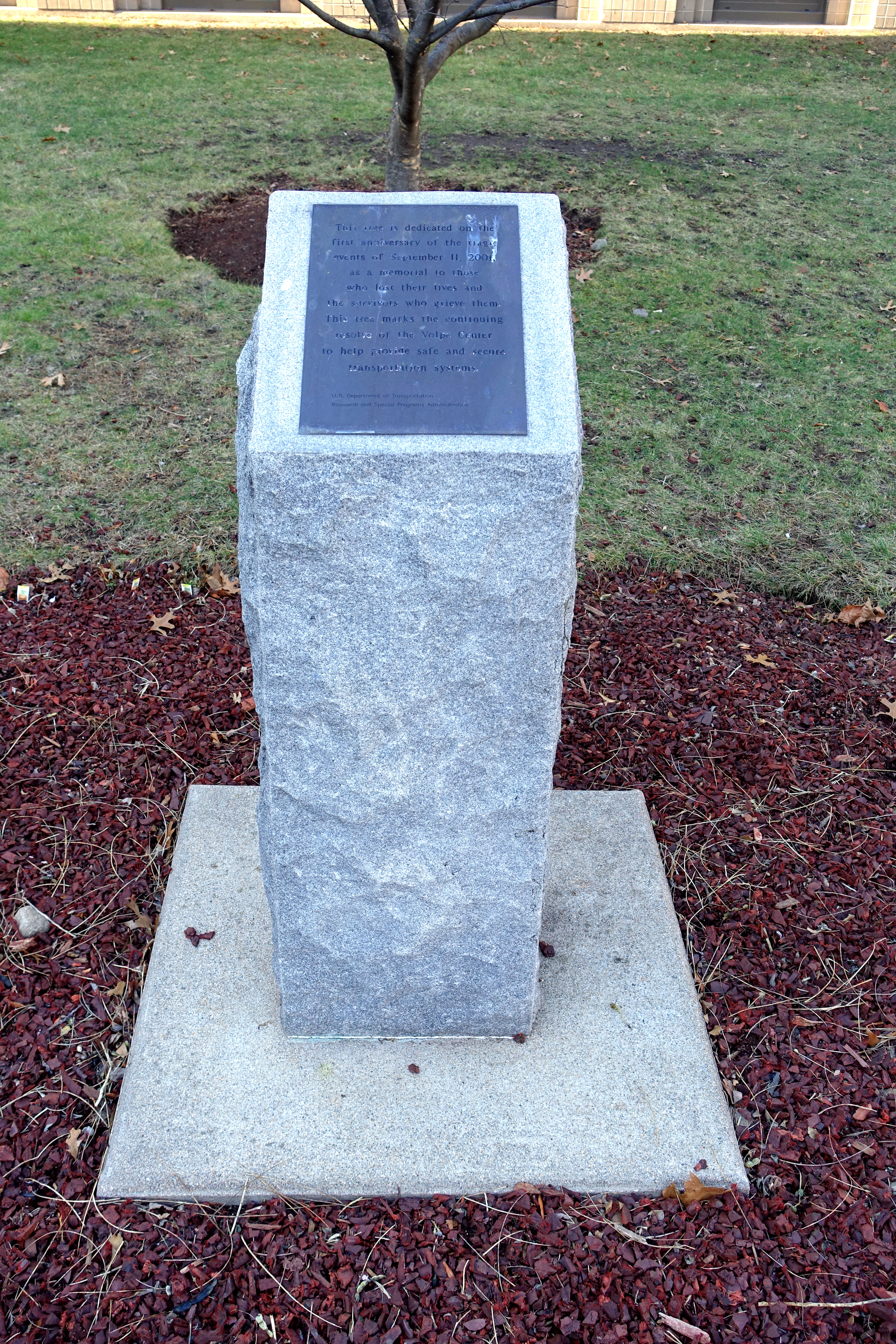
Mémorial aux victimes du 11-Septembre.